# Gouvernorat de Ramallah et Al-Bireh
Le gouvernorat de Ramallah et Al-Bireh est l'un des gouvernorats de la Palestine.

## Lieux
Selon le bureau central palestinien des statistiques, le gouvernorat dispose de 78 localités, y compris des camps de réfugiés dans sa juridiction. 13 localités conservent le statut de municipalité.

### Villes
- Al-Bireh
- Ramallah
- Beitunia
- Rawabi (en construction)

### Municipalités
- Bani Zeid
- Bani Zeid al-Sharqiya
- Beit Liqya
- Bir Zeit
- Deir Ammar
- Deir Dibwan
- Deir Jarir
- al-Ittihad
- Kharbatha al-Misbah
- al-Mazra'a ash-Sharqiya
- Ni'lin
- Silwan
- Sinjil
- Turmus Ayya
- al-Zaitounah

### Villages
- Aboud
- Abu Qash
- Abwein
- Ajjul
- 'Atara
- Beitin
- Bil'in
- Beit Rima
- Beit Sira
- Beit Ur al-Fauqa
- Beit Ur al-Tahta
- Budrus
- Burqa
- Deir Ibzi
- Deir Abu Mash'al
- Deir Qaddis
- Deir as-Sudan
- Dura al-Qar'
- Ein 'Arik
- Ein Qiniya
- Ein Yabrud
- al-Janiya
- Jifna
- Kafr Ein
- Kafr Malik
- Kafr Ni'ma
- Khirbet Abu Falah
- Kobar
- al-Lubban al-Gharbi
- Mazra'a ash-Sharqiya
- al-Midya
- al-Mughayyir
- Nabi Salih
- Qarawat Bani Zeid
- Qibya
- Rammun
- Rantis
- Ras Karkar
- Saffa
- Shuqba
- Surda
- Taybeh

### Camps de réfugiés
- Am'ari
- Qalandia
- Jalazone